# Сьверже (Мазовецьке воєводство)
Сьверже (пол. Świerże) — село в Польщі, у гміні Старий Люботинь Островського повіту Мазовецького воєводства.
Населення — 53 особи (2011).
У 1975-1998 роках село належало до Остроленцького воєводства.

## Демографія
Демографічна структура станом на 31 березня 2011 року:
|          | Загалом | Допрацездатний вік | Працездатний вік | Постпрацездатний вік |
| -------- | ------- | ------------------ | ---------------- | -------------------- |
| Чоловіки | 27      | 4                  | 20               | 3                    |
| Жінки    | 26      | 6                  | 13               | 7                    |
| Разом    | 53      | 10                 | 33               | 10                   |